# Crüe Ball
Crüe Ball är ett flipperspel från 1992, utvecklat av EA till Sega Mega Drive. Musikaliskt sett var spelet inspirerat av hårdrocksbandet Mötley Crüe, med sånger som: "Dr. Feelgood", "Live Wire" och "Home Sweet Home". Även den musik till spelets som komponerats av Brian L. Schmidt innehåller hårdrockslika toner.
Arbetstiteln var Twisted Flipper. Producenten Richard Robbins föreslog ursprungligen namnet "Headbanger Ball", men MTV sade nej.
Spelet designades av två personer som tidigare arbetat med flipperspel: Mark Sprenger och Brian L. Schmidt.

### Fotnoter
1. ↑  ”Crüe Ball” (på engelska). Mobygames. 12 mars 1992. http://www.mobygames.com/game/cre-ball/. Läst 6 juni 2014.